# Liolaemus lavillai
Liolaemus lavillai este o specie de șopârle din genul Liolaemus, familia Tropiduridae, descrisă de Fernando Abdala și Lobo în anul 2006. Conform Catalogue of Life specia Liolaemus lavillai nu are subspecii cunoscute.